# Reloj astronómico de la Universidad de Leicester

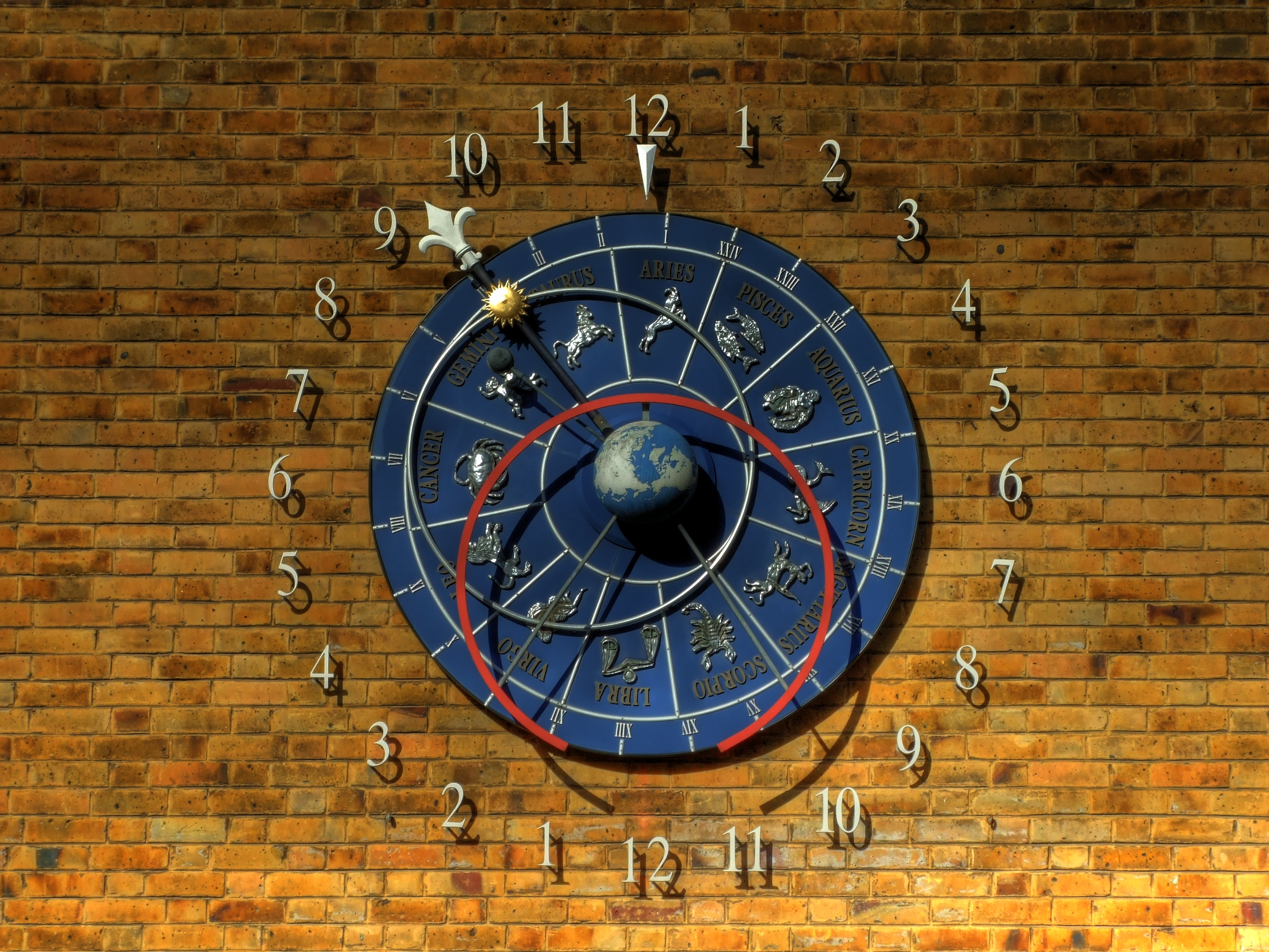
Reloj astronómico de la Universidad de Leicester.

El reloj astronómico de la Universidad de Leicester es un moderno reloj astronómico en la Universidad de Leicester.

## Historia y descripción
En 1989, se instaló tal reloj, al lado de la Rattray Lecture Theatre, frente al Departamento de Física de la Universidad de Leicester. Fue diseñada y construida por Allan Mills y Ralph Jefferson.
La pantalla es de 8 pies (2,4 m) en diámetro.